# SchoolVragenLijst
De SchoolVragenLijst (SVL) is een van de meest gebruikte psychologische tests voor het sociaal-emotioneel functioneren bij Nederlandse scholieren van 9-16 jaar. Door middel van de SVL kan men inzicht krijgen in drie globale houdingen of attitudes die leerlingen hebben ten aanzien van school en zichzelf: 
- de houding ten aanzien van de schooltaken (motivatie);
- de houding ten aanzien van het schoolleven (tevredenheid) en
- de houding ten aanzien van de eigen capaciteiten (zelfvertrouwen).

De SVL is ontwikkeld door Joop Smits en Harrie Vorst en is als 'paper & pencil'-test verkrijgbaar.
Er is ook een internetversie ontwikkeld onder de naam School Attitude Questionnaire Internet (SAQI). 